# بیل پرکینز
بیل پرکینز (انگلیسی: Bill Perkins; ۲۶ ژانویهٔ ۱۸۷۶ – ca. 1940) بازیکن فوتبال اهل بریتانیا بود.
از باشگاه‌هایی که در آن بازی کرده‌است می‌توان به باشگاه فوتبال لوتون تاون، باشگاه فوتبال نورث‌همپتون تاون، و باشگاه فوتبال لیورپول اشاره کرد.